# Karl-Heinz Rädler

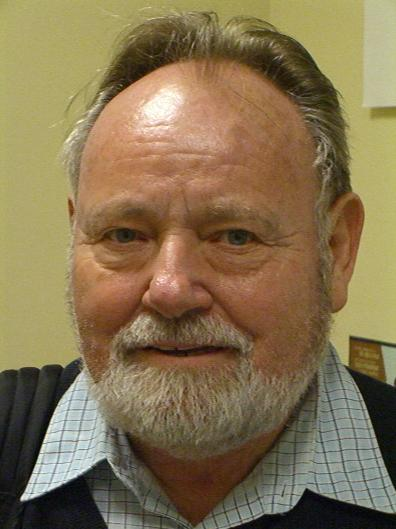
Karl-Heinz Rädler, 2013

Karl-Heinz Rädler (* 14. Mai 1935 in Riesa; † 9. Februar 2020) war ein deutscher Astrophysiker und Geophysiker, der insbesondere für Forschungen zu kosmischen Magnetfeldern bekannt ist.

## Leben
Rädler promovierte 1966 an der Universität Jena zum Dr. rer. nat. Ab 1969 war er am Zentralinstitut für Physik der Erde in Potsdam und ab 1970 am Zentralinstitut für Astrophysik in Potsdam. 1980 habilitierte er sich an der Akademie der Wissenschaften (Dr. sc. nat.).
Er war von 1992 bis 1998 Gründungsdirektor und wissenschaftlicher Vorstand des Astrophysikalischen Instituts in Potsdam (Babelsberg) und von 1992 bis zum Ruhestand 2000 Leiter des Bereichs Kosmische Magnetfelder, Sonnen- und Sternaktivität. Er war von 1994 bis 2000 Professor für Astrophysik an der Universität Potsdam.
Er befasste sich unter anderem mit Dynamomodellen zur Erzeugung von Magnetfeldern in der Astrophysik und beim Geodynamo im Rahmen der Magnetohydrodynamik. Er befasste sich damit in zahlreichen Veröffentlichungen seit Ende der 1960er Jahre.

## Auszeichnungen
1998 erhielt er die Emil-Wiechert-Medaille und für seine populärwissenschaftlichen Leistungen den Wilhelm-Foerster-Preis der Urania (Potsdam). 2013 wurde er mit der Karl-Schwarzschild-Medaille ausgezeichnet.

## Schriften
- mit F. Krause: Mean-field magnetohydrodynamics and dynamo theory, Pergamon Press, Akademie Verlag 1980
- Cosmic dynamos, Rev. Modern Astron., Band 8, 1995, S. 295–321
- Mean field dynamos, in Gubbins u. a. (Herausgeber) Encyclopedia of Geomagnetism and Paleomagnetism, Springer 2007